# Batalhão Belga (Portugal)
O Batalhão Belga foi uma unidades das forças liberais criada no contexto da Guerra Civil Portuguesa, constituída sobretudo por voluntários belgas, mas constituída também por franceses e possivelmente por outras nacionalidades embora em menor número também .   